# Совколония

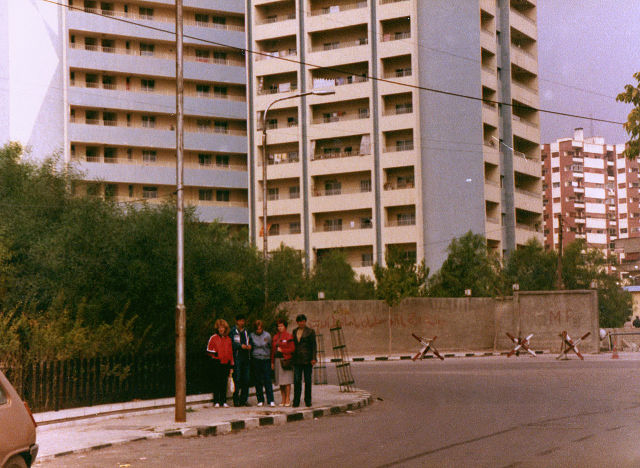
Совколония в Дамаске

«Совколония» (сокр. от советская колония) — колония советских граждан, живших и работавших за границей в советских учреждениях. Вопросами совколоний ведало ОГПУ, НКВД, а затем КГБ и Комитет информации при МИД СССР. Проживание в совколониях за рубежом среди советских граждан считалось престижным, попасть туда было весьма сложно и, по сути своей, это были закрытые режимные объекты, элиту совколоний составляли советские номенклатурщики. Товарно-денежные отношения в совколониях носили специфичный характер, процветали элементы капитализма, по характеристике советского разведчика и писателя Михаила Любимова совколонии «завязли в распродажах и тусклом накопительстве».

## Быт
Быт совколоний отличался от быта советского общества в самом СССР. Отношения внутри колоний имели строгий конъюнктурно-иерархический характер и напрямую зависели от ранга колонистов.
До этого никто из нас за границей еще не был, и мы, естественно, не могли знать, что посольские, торгпредовские и прочие члены совколонии (колонии советских граждан, находящихся в загранкомандировке) — это особая каста, которая здорово отличается от нормальных людей. Это было общество избранных, в котором, несмотря на постоянную текучку кадров (загранкомандировки ведь не вечны!), десятилетиями сохранялись и действовали совершенно непонятные и для непосвященного человека странные, никем не писанные, но свято оберегаемые и неуклонно соблюдаемые нравы, нормы и правила поведения и взаимоотношений.
Например, в этом перевернутом мире третьему секретарю посольства было зазорно дружить, а тем более общаться, например, с водителем того же посольства. В то же время третьему секретарю нечего было и надеяться на общение вне работы с первым секретарем. Даже дети должны были общаться с детьми родителей одного и того же ранга!
Самым главным в иерархии совколонии был посол — «папа», которым, как правило, управляла его жена — «мама». Именно она решала все бытовые вопросы, задавала тон «светской» жизни посольства. Она могла такое напеть «папе», что очередное продление командировки не приглянувшегося ей и тем самым провинившегося сотрудника могло накрыться медным тазом.
Затем по степени важности шел торгпред и руководитель аппарата экономического советника; ниже стояли сотрудники аппаратов разных ведомств.
Самыми бесправными были так называемые совспециалисты. Ими уже мог помыкать любой.
Мы не знали, что для выезда на работу за границу, а также для продления срока пребывания совспециалисты и прочие второстепенные технические сотрудники должны были «дарить» своему руководству в Союзе и на месте «подарки» и «сувениры». На то, чтобы скопить денег для подношений, как правило, уходило около года (общий срок пребывания наших граждан в загранкомандировках был не более трех лет).
Этот абсурдный мир существовал сам по себе, он был создан, взлелеян, детально расписан и накрепко вбит в души людей.Юрий Дроздов, Валерий Курилов. Шторм-333.